# Tuapaat
Tuapaat [tuaˈpaːt] (nach alter Rechtschreibung Tuapait) ist eine wüst gefallene grönländische Siedlung im Distrikt Nanortalik in der Kommune Kujalleq.

## Lage
Tuapaat liegt am Nordufer der Mündung des Tasermiut Kangerluat. Nur 3,5 km nordwestlich liegt Nanortalik.

## Geschichte
Tuapaat wurde vor 1880 besiedelt. Ab 1911 gehörte der Ort zur Gemeinde Nanortalik.
Tuapaat hatte 1919 66 Bewohner, die in neun Häusern wohnten. Unter den Bewohnern waren dreizehn Jäger und ein Katechet. Die Bevölkerung lebte vor allem von der Robben- und Fuchsjagd.
1934 schlug Landesratsmitglied Kristoffer Salomonsen die Versetzung von Tuapaat vor, die jedoch vorerst von Aksel Svane abgelehnt wurde, da gegen den Willen der Bevölkerung kein Ort verlegt werden sollte. Letztendlich sprach sich jedoch der ganze Landesrat wegen der schlechten hygienischen Verhältnisse für den Plan aus. 1936 beschäftigte sich Grønlands Styrelse mit der Überlegung und kam 1937 zum Schluss, dass Tuapaat an seinem ursprünglichen Ort bestehen bleiben sollte.
1950 wurde Tuapaat Teil der neuen Gemeinde Nanortalik. 1953 wurde der Wohnplatz aufgegeben.

## Söhne und Töchter
- Saul Knuthsen (1887–?), Katechet und Landesrat